# Bodedia dimorpha
Bodedia dimorpha är en stekelart som beskrevs av André Seyrig 1952. Bodedia dimorpha ingår i släktet Bodedia och familjen brokparasitsteklar. Inga underarter finns listade.